# Street Fighter III: 2nd Impact
Street Fighter III: 2nd Impact — видеоигра в жанре файтинг из серии Street Fighter, разработанная и впервые выпущенная компанией Capcom для аркадных автоматов на базе платформы CP System III в октябре 1997 года; первая в ряду обновлённых версий Street Fighter III, предшествующая Street Fighter III: 3rd Strike; в 2nd Impact был расширен состав персонажей, введены усовершенствования в части игровой механики.
2nd Impact была издана для консоли Dreamcast вместе с оригинальной Street Fighter III в составе сборника Street Fighter III: Double Impact; данный релиз является единственной версией первых двух итераций Street Fighter III на домашних платформах.

## Обзор

### Геймплей
Структура боевой системы в 2nd Impact аналогична той, что использовалась в оригинальной Street Fighter III. Все специфические механики, введённые в последней, были сохранены в её второй итерации. По сравнению с оригинальной игрой изменениям в 2nd Impact подверглась фрейм-дата; некоторые вернувшиеся персонажи получили новые приёмы; были усовершенствованы анимации для уже существовавших приёмов.
В 2nd Impact претерпела также изменения система использования энергетической шкалы; количество энергии, запасаемой в последней в зависимости от выбранного суперприёма (Super Art), изменено индивудуально для каждого из игровых персонажей. Помимо вышеозначенных Super Art, в игру вводится добавленное из серии Darkstalkers понятие EX-спецприёмов — улучшенных (в плане нанесения урона и практических свойств) версий стандартных спецприёмов. Затратив некоторое количество энергии в шкале Super Art, ранее набранное до необходимого уровня (сигнализируемого характерным свечением), игрок может задействовать приём подобного рода, нажав при вводе две кнопки атаки вместо одной.
К числу новых особенностей, введённых в 2nd Impact, также относятся функция технического броска (англ. tech throw), позволяющая одному из игроков избежать броска со стороны другого, и так называемое персональное действие (англ. Personal Action) — уникальная для каждого персонажа анимация, близкая по свойствам к присутствовавшим к предыдущих играх серии насмешкам, но помимо основной функции последних – поглумиться над противником – дающая также определённое преимущество при успешном использовании (увеличение урона, скорость восстановления шкалы оглушения и тому подобное).
Режим одиночной игры незначительно изменён в сравнении с предыдущей игрой. Игрок ведёт бои с восемью компьютерными противниками поочерёдно с боссом в качестве финального противника. При выполнении определённых условий игрок также может встретить секретного оппонента, который может явиться перед битвой с одним из основных оппонентов и предложить игроку сразиться с ним, что сопровождается соответствующим диалогом. Схожим образом игрок может получить возможность сразиться с Акумой в конце одиночного прохождения; от успеха, достигнутого в бою с Акумой, зависит также возможность сражения с «истинной» формой Акумы.
В 2nd Impact было возвращено понятие бонусных мини-игр, в последний раз представленных в Super Street Fighter II. По окончании третьего матча в ходе одиночного прохождения игрок примет участие в мини-игре под названием «Parry the Ball» (с англ. — «Спарируй мяч!»), по ходу которой игрок (при помощи Шона под управлением компьютера) практикует навыки парирования, отбивая баскетбольные мячи.

### Персонажи
Состав персонажей в 2nd Impact включает в себя всех играбельных персонажей из оригинальной Street Fighter III и 2 добавленных; Ян, ранее имевший общий со своим братом Юнем набор приёмов, теперь получил собственные спец- и суперприёмы. Помимо этого, в игру также возвратился Акума, который появляется в качестве секретного оппонента во время одиночного прохождения, но также доступен для игры посредством специальных манипуляций как непосредственно в игре, так и в настройках аркадного автомата. Таким образом, общее число игровых персонажей в 2nd Impact достигает 14.

#### Новые персонажи
- Хьюго (яп. ヒューゴー Хю:го:) (англ. Hugo) — профессиональный рестлер из Германии, ищущий себе сильного партнёра в предстоящем турнире.
- Уриен (яп. ユリアン Юриан) (англ. Urien) — младший брат Джилла, стремящийся свергнуть последнего с поста главы Иллюминатов.

#### Вернувшиеся персонажи
| - Рю - Кен Мастерс - Алекс - Дадли - Елена - Ибуки - Некро | - Оро - Шон Мацуда - Юнь - Ян - Джилл - Акума |

### Озвучивание
| Персонаж | Озвучивающий актёр | Озвучивающий актёр |
| Персонаж | 2nd Impact         | 3rd Strike         |
| -------- | ------------------ | ------------------ |
| Акума    | Томомити Нисимура  | Томомити Нисимура  |
| Хьюго    | Ватару Такаги      | Лен Карлсон        |
| Уриен    | Юдзи Уэда          | Лоуренс Бэйн       |

## Релиз
| Сводный рейтинг    | Сводный рейтинг |
| Агрегатор          | Оценка          |
| ------------------ | --------------- |
| GameRankings       | 79,70 %         |
| Metacritic         | 84 %            |
| Иноязычные издания |                 |
| Издание            | Оценка          |
| EGM                | 8/10            |
| GameFan            | 90 %            |
| GamePro            | 80 %            |
| GameSpot           | 72 %            |
| IGN                | 88 %            |

В 1999 году Capcom выпустила для консоли Dreamcast компиляцию Street Fighter III: Double Impact (Street Fighter III: W Impact в Японии), включившую в себя оригинальную игру и обновление 2nd Impact. Обе игры из компиляции включают в себя режимы аркадного прохождения (Arcade Mode), игры между двумя игроками (Versus), тренировки (Training) и внутриигровых настроек (Option Mode); мини-игра «Parry the Ball» из одиночного прохождения вынесена в самостоятельный режим (Parry Attack) в рамках данной компиляции. Также доступна возможность играть Джиллом (в обеих играх из компиляции) и истинным Акумой (только в 2nd Impact), в аркадных версиях игр бывших исключительно под управлением компьютера.

## Комментарии
1. ↑  Полное наименование — Street Fighter III 2nd Impact: Giant Attack (яп. ストリートファイターⅢ セカンドインパクト GIANT ATTACK Сутори:то Файта: Сури Сэкандо Инпакто Дзяйанцу Аттаку, «Уличный боец III: Второй удар — Атака Гиганта»).
2. ↑  Из числа добавленных персонажей.
В японской версии известен как Гоки.